# Ala Moana Center

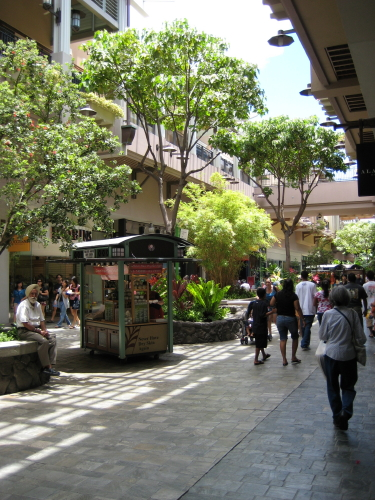
Ala Moana Center

Het Ala Moana Center, meestal Ala Moana genoemd, is een winkelcentrum in de Amerikaanse staat Hawaï. Het is het grootste winkelcentrum in die staat, het vijftiende van de Verenigde Staten en het grootste openluchtwinkelcentrum ter wereld. Ala Moana ligt in de gelijknamige wijk van de hoofdstad Honolulu. Het winkelcentrum opende in 1959. Er zijn tegenwoordig zo'n 310 winkel- en restaurants, met een totale verhuurbare oppervlakte van 200.000 m². Eigenaar en beheerder is het Amerikaanse General Growth Properties.